# Ter Dilft
Ter Dilft is een compositie voor harmonieorkest of fanfare van de Belgische componist Marcel De Boeck. De compositie is geschreven in opdracht van de Belgische Radio- en Televisieomroep (B.R.T.).